# Jaroslav Mikuláš Novák
Jaroslav Mikuláš Novák (25. dubna 1897 Milčice – 5. května 1985 Litoměřice) byl československý důstojník a politický vězeň. První světové války se zúčastnil jako vojín na ruské frontě, ve dnech 6. července až 7. července 1916 byl zajat, vstoupil do československých legií.

## První republika
Po první světové válce sloužil u ppl. 2 Jiřího z Poděbrad do r. 1926 jako subalterní důstojník a velitel 3. roty tohoto pluku, i jako důstojník pro tělesnou a brannou výchovu, kterou přednášel na důstojnických školách. Od roku 1926 do roku 1934 byl zástupcem velitele hradní stráže a od roku 1934–1936 byl mobilizačním referentem a velitelem náhradního tělesa Hraničářského praporu 3 v Žamberku, pak byl velitelem detašovaného praporu ppl. 28 v Karlíně, načež byl jmenován velitelem důstojnické školy ve Vršovicích – výchovu ale nezahájil neboť byl v roce 1938 převelen k Hraničářskému pluku 19 v Žamberku a jmenován velitelem těžkého opevnění – Tvrze Hanička.

## Druhá republika
Po uzavření Mnichovské dohody byl Novák ustanoven velitelem pracovního praporu 201 v Přibyslavi a pracoval na výstavbě dálnice Havlíčkův Brod – Brno a na rekonstrukci železnice na stejné trase a na rekonstrukci silnice Světlá nad Sázavou – Humpolec.

## Okupace
Za okupace organizoval Brigádu en cadre a dva pancéřové vlaky. Svou ilegální činnosti za okupace sám zpracoval ve Vojenském historickém ústavu. Za okupace nebyl zatčen, neboť došlo ke včasnému varování od Obrany národa, ve které sám působil.

## Za hranicemi republiky
Dne 30. března 1940 cestoval do Francie přes Maďarsko, Jugoslávie, Řecko, Turecko a Libanon, to s ním cestovala již celá četa dobrovolníků. Dne 13. května 1940 byl presentován v Agde do naší armády. Ve Francii působil jako náčelník generálního štábu I. Čsl. divize a zúčastnil se bojů na Marně, Seině a Loiře.
Po pádu Francie a evakuaci čsl. divize působil v Británii jako táborový důstojník, zástupce velitele I. čsl. praporu nově utvořené čsl. samostatné brigády, dále jako velitel I. čsl. školy pro výchovu důstojníků v záloze a posléze jako velitel brigádní kulometné roty. Po přídechu do VB přihlásil se do tvořící se čsl. vojska v Sovětském svazu. Do SSSR odjel roku 1943, ale jeho loď byla potopena 11. července 1943. Po marném čekání na nové doklady a víza odcestoval do Káhiry a nastoupil u 7., později 23. britské tankové brigády; při přepravě do Řecka byl odvelen od brigády a ustanoven velitelem čsl. administrativního štábu pro Střední východ.
Tam setrval až do úplné likvidace našich československých záležitostí na Středním východě, tj. do roku 1946, načež se v dubnu 1946 vrátil s evakuovanými vojáky do vlasti.

## Po návratu do vlasti
20. března 1946 byl pomluven a vyšetřován. Předal prezidentu republiky zprávu o likvidaci a evakuaci čsl. štábu pro SV. Podle informací generála Klapálka měl nastoupit velení v české severní oblasti. Mezitím byl dočasně přidělen MNO hl. št. čj. 21 820 dův. Osob. Vel. Pěch./46 k Voj. historickému ústavu, kde sestavoval ilegální činnost Obrany národa na čsm. Vysočině. Poté byl přemístěn k PVVP s určením jako předseda kárného výboru. Dne 1. října 1948 byla mu udělena dovolená ze služebních důvodů výnosem MNO čj. 8130 cův/48 ačkoli byl ponechán ve činné službě podle §1 odstavce 2 a § 14 zák. číslo 72/46 Sb. ze dne 6. března 1946. Dne 31. prosince 1948 byl pensionován.

## Komunistická tyranie
20. dubna 1949 byla jeho rodina v Novém Městě nad Metují napadena státní bezpečností z Hradce Králové. Hlídka jej odvlekla ve dvě hodiny ráno na krajské velitelství a v 7:30 byl uvězněn v krajské věznici. 23. dubna 1949 byl opět bez udání důvodu propuštěn.
Dne 3. listopadu 1950 byla mu odňata vojenská hodnost. Byl obviněn, že jako velitel generálního štábu pro střední východ trpěl manželské nevěry svých důstojníků. Obžaloba byla opět bez důkazů.
Perzekuce, pronásledování a upírání lidských práv byly korunovány soudními procesy v nichž byl obviněn nepřekažením trestního činu podle § 164 odst. 1 a 2 trestního zákona 86/53 z 25. května 1953 pro trestný čin velezrady podle §78 odst. 1 písm. C. odst.2 trestního zákona k trestu odnětí svobody ve výši 10 let a ztrátě občanských práv na 4 roky. Na jeho odvolání nejvyšší soud zrušil rozsudek a podstoupil vyšetřování Vyšší voj. prokuratuře v Praze. Zde byl uznán vinným jen z nenahlášení trestného činu a byl mu uložen trest odnětí svobody ve výši 4 let a vyslovena ztráta občanských práv, propadnutí jedné poloviny jmění ve prospěch státu a povinnost hradit náklady trest. řízení. Vyšší vojenský soud rozhodl usnesením podle čl. II. Odstavce I amnestie prezidenta republiky ze 4. 5. 1953 o prominutí 16 měsíců z celkového trestu.

## Vyznamenání
Za svou činnost ve druhé světové válce obdržel mnohá čs. i zahraniční vyznamenání. Z mnohých lze jmenovat například: Řád britského impéria (CBE),[zdroj⁠?!] dva Čs. válečné kříže 1939 a medaili za chrabrost.
K jeho rehabilitaci došlo v roce 1992.